# つくばみらいスマートインターチェンジ
つくばみらいスマートインターチェンジ（つくばみらいスマートインターチェンジ）は、茨城県つくばみらい市に建設中の常磐自動車道のスマートインターチェンジである。

## 概要
本線直結型で建設され、利用可能車種はETC搭載の全車種で24時間運用、上下線ともに出入可となる予定。

## 道路
- E6 常磐自動車道

## 沿革
- 2019年（令和元年）9月27日 : 国土交通省より連結許可[1]。
- 2025年（令和7年）2月27日 : IC名称が「つくばみらいスマートIC」で正式決定[3]。

軟弱地盤による工期延長のため、工事の本格着手ならびに事業期間が変更されることが第2回（仮称）つくばみらいスマートインターチェンジ地区協議会（令和5年3月24日）に報告された。

## 隣
E6 常磐自動車道
(3)谷和原IC - つくばみらいSIC（事業中） - (4)谷田部IC